# Gemma Harasim
Gemma Harasim, née en 1876 à Fiume et morte en 1961 à Rome, est un auteur pédagogique connu de Fiume. Sa mère, Antonija Lučić, de Volosko (en), veuve du capitaine de marine Mate Lenac, s'était remariée avec le capitaine Vjenceslav Harasim.

## Biographie
De 1907 à 1909, Gemma Harasim obtient une bourse de la municipalité de Fiume pour étudier à l'université de Florence. Là, elle prend contact avec le cercle intellectuel centré autour de La Voce. Elle écrit sur la situation à Fiume quatre lettres qui sont publiées sous le titre de Lettere da Fiume.
Fiume est alors une ville hongroise, avec une population en majorité italienne et une minorité slave, que le gouvernement de Budapest tente de magyariser. Il en résulte des heurts ethniques et Gemma Harasim estime que le peuple doit d'abord lutter pour de meilleures conditions de vie et elle souhaite l'apaisement entre les différentes communautés.
Elle épouse Giuseppe Lombardo Radice, l'un des premiers pédagogues italiens. Sa fille Laura Lombardo Radice devient la femme du communiste italien Pietro Ingrao.